# هنری برکات
هنری برکات (به عربی: هنري بركات؛ ۱۱ ژوئن ۱۹۱۴ – ۲۶ مهٔ ۱۹۹۷) کارگردان فیلم اهل مصر بود.